# جرابا
جرابا هي إحدى القرى المحتلة والمدمرة التابعة لمحافظة القنيطرة في هضبة الجولان بجنوب غرب سوريا.
تتبع قرى مركز مدينة القنيطرة وكان عدد سكانها 605 ن وترتفع 140 م، تقوم على ظهرة مرتفعة، تشرف على وادي حواء شرقاً، وعلى وادي الأردن غرباً، عند الحدود السورية-الفلسطينية، قبل دخول النهر بحيرة طبرية، وتبعد عن مدينة القنيطرة 20 كم باتجاه الجنوب الغربي، تحيط بها حراج (الطم والبلوط والسنديان والدفلة). وقد وجدت فيها بعض المدافن تعود إلى العهد الروماني، إلى جانب أحجار كثيرة النقوش، وبقايا أعمدة، وقواعد تيجان، وأجزاء من أبنية متنوعة، تسود فيها الزراعة البعلية كالحبوب والبقول. إلى جانب تربية الماشية، وتشرب هذه القرية من مياه وادي حواء تتبعها مزرعتا : صيرة الخرفان، وأم صدرة.